# Кубок Волинської області з футболу 1991

## Учасники
У цьому розіграші Кубка взяли участь 8 команд:
| Учасники: - «Електрик» (Луцьк) - «Колос» (Ківерці) - «Машинобудівник» (Рожище) - «Підшипник» (Луцьк) - «Пластик» (Луцьк) - «Прип'ять» (Любешів) - «Сільмаш» (Ковель) - «Шахта № 9» (Нововолинськ) |

## Чвертьфінали
Матчі 1/4 фіналу відбулися 27 жовтня і 3 листопада 1991 року.
| Команда 1        | Команда 2        | Рахунок |
| ---------------- | ---------------- | ------- |
| «Колос»          | «Підшипник»      | 1:3     |
| «Сільмаш»        | «Електрик»       | 2:0     |
| «Шахта № 9»      | «Прип'ять»       | 2:1     |
| «Пластик»        | «Машинобудівник» | 0:0     |
| Матчі-відповіді  |                  |         |
| «Підшипник»      | «Колос»          | 2:0     |
| «Електрик»       | «Сільмаш»        | 1:3     |
| «Прип'ять»       | «Шахта № 9»      | 3:2     |
| «Машинобудівник» | «Пластик»        | 0:1     |

## Фінальний турнір
Матчі 1/2 фіналу і фінал Кубка повинні були відбутися у Нововолинську. Однак, «Пластик» (Луцьк) не з'явився до місця проведення змагань і Кубок було розіграно серед трьох інших півфіналістів в одноколовому турнірі. Завдяки кращій різниці забитих та пропущених м'ячів володарем Кубка Волинської області 1991 р. став «Підшипник» (Луцьк)
| М | Команда                  | 1 | 2   | 3   | І | В | Н | П | М'ячі | О |
| - | ------------------------ | - | --- | --- | - | - | - | - | ----- | - |
| 1 | «Підшипник» (Луцьк)      |   | 0:0 | 5:3 | 2 | 1 | 1 | 0 | 5 — 3 | 3 |
| 2 | «Сільмаш» (Ковель)       |   |     | 2:1 | 2 | 1 | 1 | 0 | 2 — 1 | 3 |
| 3 | «Шахта № 9» Нововолинськ |   |     |     | 2 | 0 | 0 | 2 | 4 — 7 | 0 |

| Володар Кубка Волинської області 1991                       |
| ----------------------------------------------------------- |
| «Підшипник» (Луцьк) Восьма перемога в Кубку (сьома поспіль) |

## Підсумкова таблиця
| Етап       | Команда                   | I | В | Н | П | РМ   | О |
| ---------- | ------------------------- | - | - | - | - | ---- | - |
| Володар    | «Підшипник» (Луцьк)       | 4 | 3 | 1 | 0 | 10−4 | 7 |
| Фін. турн. | «Сільмаш» (Ковель)        | 4 | 3 | 1 | 0 | 7−2  | 7 |
| Фін. турн. | «Шахта №9» (Нововолинськ) | 4 | 1 | 0 | 3 | 8−11 | 2 |
| Півфінал   | «Пластик» (Луцьк)         | 2 | 1 | 1 | 0 | 1−0  | 3 |
| 1/4 фіналу | «Прип'ять» (Любешів)      | 2 | 1 | 0 | 1 | 4−4  | 2 |
| 1/4 фіналу | «Машинобудівник» (Рожище) | 2 | 0 | 1 | 1 | 0−1  | 1 |
| 1/4 фіналу | «Електрик» (Луцьк)        | 2 | 0 | 0 | 2 | 1−5  | 0 |
| 1/4 фіналу | «Колос» (Ківерці)         | 2 | 0 | 0 | 2 | 1−5  | 0 |